# Magnum (Satellit)
Magnum ist der Codename für eine Reihe von SIGINT-Aufklärungssatelliten des US-amerikanischen National Reconnaissance Office (NRO).
Durch den geheimen Charakter der Satelliten sind nur wenige Informationen verfügbar. Zwischen 1985 und 1990 wurden drei Satelliten durch das Space Shuttle ausgesetzt. Die Satelliten haben eine Masse von etwa 2,5 t, fliegen in einem etwa geosynchronem Orbit und werden durch einen Apogäumsmotor (Inertial Upper Stages) in ihre endgültige Umlaufbahn gebracht. Die Parabolantenne zum Auffangen von Radiosignalen hat einen Durchmesser von ca. 100 Meter. Die Satelliten wurden durch die Firma TRW gebaut und ersetzten die älteren Satelliten vom Typ Rhyolite/Aquacade. Diese Baureihe wurde später von den Mentor/Advanced Orion-Satelliten abgelöst.

## Startliste
- Magnum 1, gestartet mit STS-51-C am 24. Januar 1985, (COSPAR 1985-010B) (USA-8)
- Magnum 2, gestartet mit STS-33 am 23. November 1989, (COSPAR 1989-090B) (USA-48)
- Magnum 3, gestartet mit STS-38 am 15. November 1990, (COSPAR 1990-097B) (USA-67; einige Quellen bezeichnen USA-67 als militärischen Kommunikationssatelliten SDS-2 F2)[3][4]